# Buckhorn Lake (Kawartha Lakes)
Der Buckhorn Lake ist ein See in der kanadischen Provinz Ontario.

## Lage
Der Buckhorn Lake liegt auf dem Gebiet der Townships Selwyn und Trent Lakes im Peterborough County. Der Buckhorn Lake gehört zur Seengruppe der Kawartha Lakes. Der Buckhorn Lake hat eine Gesamtfläche von 31,19 km² und eine maximale Tiefe von 14,3 m.
Der Hauptzufluss des Buckhorn Lake bilden die Gannon Narrows vom westlich gelegenen Pigeon Lake. Einen weiteren Zufluss bilden die Harrington Narrows, welche den See mit dem südöstlich gelegenen Chemong Lake verbinden. Alle drei Seen bilden ein Seensystem, da sie eine zusammenhängende Wasserfläche darstellen. Ein weiterer Zufluss ist der Sandy Creek, der den nördlich gelegenen Sandy Lake entwässert. Der See ist in mehrere Buchten gegliedert, darunter Harrington Bay und Sandy Creek Bay.
Ein Damm und die Schleuse 31 des Trent-Severn-Wasserweges befinden sich im Nordosten des Sees bei Buckhorn, das zur Township Trent Lakes gehört.
Diese kontrollieren den Abfluss des Sees zum tiefer gelegenen und nordöstlich gelegenen Lower Buckhorn Lake.
Der Name des Sees – „Buckhorn Lake“ – heißt wörtlich übersetzt „Hirschhorn-See“.
Siedlungen am Seeufer sind Buckhorn, die Curve Lake First Nation, Gannon Village, Gannon Beach, Kawartha Hideaway, Kimberley Park, Oak Orchard und Young’s Cove.
Im Buckhorn Lake werden folgende Fischarten gefangen: Glasaugenbarsch, Forellenbarsch, Schwarzbarsch, Muskellunge, Crappie und Sonnenbarsche.